# Botines
Botines és una concentració de població designada pel cens dels Estats Units a l'estat de Texas. Segons el cens del 2000 tenia 132 habitants.

## Demografia
Segons el cens del 2000, Botines tenia 132 habitants, 40 habitatges, i 35 famílies. La densitat de població era de 5,9 habitants per km².
Dels 40 habitatges en un 40% hi vivien nens de menys de 18 anys, en un 77,5% hi vivien parelles casades, en un 7,5% dones solteres, i en un 12,5% no eren unitats familiars. En el 10% dels habitatges hi vivien persones soles el 10% de les quals corresponia a persones de 65 anys o més que vivien soles. El nombre mitjà de persones vivint en cada habitatge era de 3,3 i el nombre mitjà de persones que vivien en cada família era de 3,57.
Per edats la població es repartia de la següent manera: un 34,8% tenia menys de 18 anys, un 6,8% entre 18 i 24, un 25% entre 25 i 44, un 29,5% de 45 a 60 i un 3,8% 65 anys o més.
L'edat mediana era de 30 anys. Per cada 100 dones de 18 o més anys hi havia 104,8 homes.
La renda mediana per habitatge era de 24.643 $ i la renda mediana per família de 48.500 $. Els homes tenien una renda mediana de 16.875 $ mentre que les dones 0 $. La renda per capita de la població era d'11.994 $. Aproximadament el 8,3% de les famílies i el 25,7% de la població estaven per davall del llindar de pobresa.

## Poblacions més properes
El següent diagrama mostra les poblacions més properes.